# 트랑테카랑트
트랑테카랑트(프랑스어: Trente-et-Quarante, 영어: Thirty and Forty→30과 40), 또는 적과 흑(프랑스어: Rouge et Noir, 영어: Red and Black)은 붉고 검은 마름모꼴 무늬가 있는 테이블 위에서 하는 카드 게임의 하나로, 유럽의 카지노에서 널리 플레이된다.